# Объединённый институт машиностроения Национальной академии наук Беларуси
Объединённый институт машиностроения Национальной академии наук Белоруссии (белор. Аб’яднаны інстытут машынабудавання Нацыянальнай акадэміі навук Беларусі) — государственное научное учреждение в области машиностроения, механики машин, механизмов и материалов. Входит в состав Отделения физико-технических наук Национальной академии наук Беларуси.

## История
Институт механических наук АН БССР был создан 17 августа 1957 года. С 1960 года ― Институт механики и автоматики. В 1965 году институт был выведен из состава Академии и преобразован в Экспериментально-исследовательский институт механических наук. В 1971 году институт был вновь включён в состав Академии наук БССР. В том же году переименован в Институт проблем надёжности и долговечности машин АН БССР. В 1991 году он был переименован в Институт надёжности машин Академии наук БССР.
В 1993 году в Минске был создан Научный центр проблем механики машин Академии наук Беларуси, а в 2001 году — Институт механики машин Национальной академии наук Белоруссии. В 2002 году Институт надёжности машин и Институт механики машин были объединены в Институт механики и надёжности машин НАН Белоруссии.
В 2006 году Институт механики и надёжности машин НАН Белоруссии реорганизован путём присоединения к нему Научно-технического республиканского унитарного предприятия «Белорусское тракторостроение» НАН Белоруссии и был переименован в государственное научное учреждение «Объединённый институт машиностроения Национальной академии наук Белоруссии».

## Состав
- Республиканский вычислительный центр машиностроительного профиля
- Научно-технический центр «Сельхозтехника»
- Научно-технический центр «Карьерная техника»
- Научно-инженерный центр «Бортовые системы управления мобильными машинами»
- Научно-технический центр «Инженерные технологии и технологическое оборудование»
- Научно-инженерный центр «Электромеханические и гибридные силовые установки мобильных машин»

## Руководство
- Георгий Константинович Горанский (1957-1963)
- Вальфрид Николаевич Трейер (1963—1966)
- Федор Ефремович Счастливенко (1966-1973)
- Игорь Сергеевич Титович (1973—1978)
- Олег Васильевич Бераснев (1978—2002)
- Леонид Рыгорович Красневский (2002-2006)
- Михаил Степанович Высоцкий (2006-2012)
- Андрей Анисимович Дюжов (2012—2014)
- Сергей Николаевич Поддубка (с 2014 г.)

## Награды
- За достижение в 2022 году наилучших показателей в сфере социально-экономического развития государственное научное учреждение «Объединённый институт машиностроения Национальной Академии наук Беларуси» признан победителем соревнования среди научных организаций. Занесён на Республиканскую доску Почёта[2].